# Luženičky
Luženičky (deutsch Klein Luschenitz) ist eine Gemeinde in Tschechien. Sie liegt drei Kilometer nordwestlich von Domažlice und gehört zum Okres Domažlice.

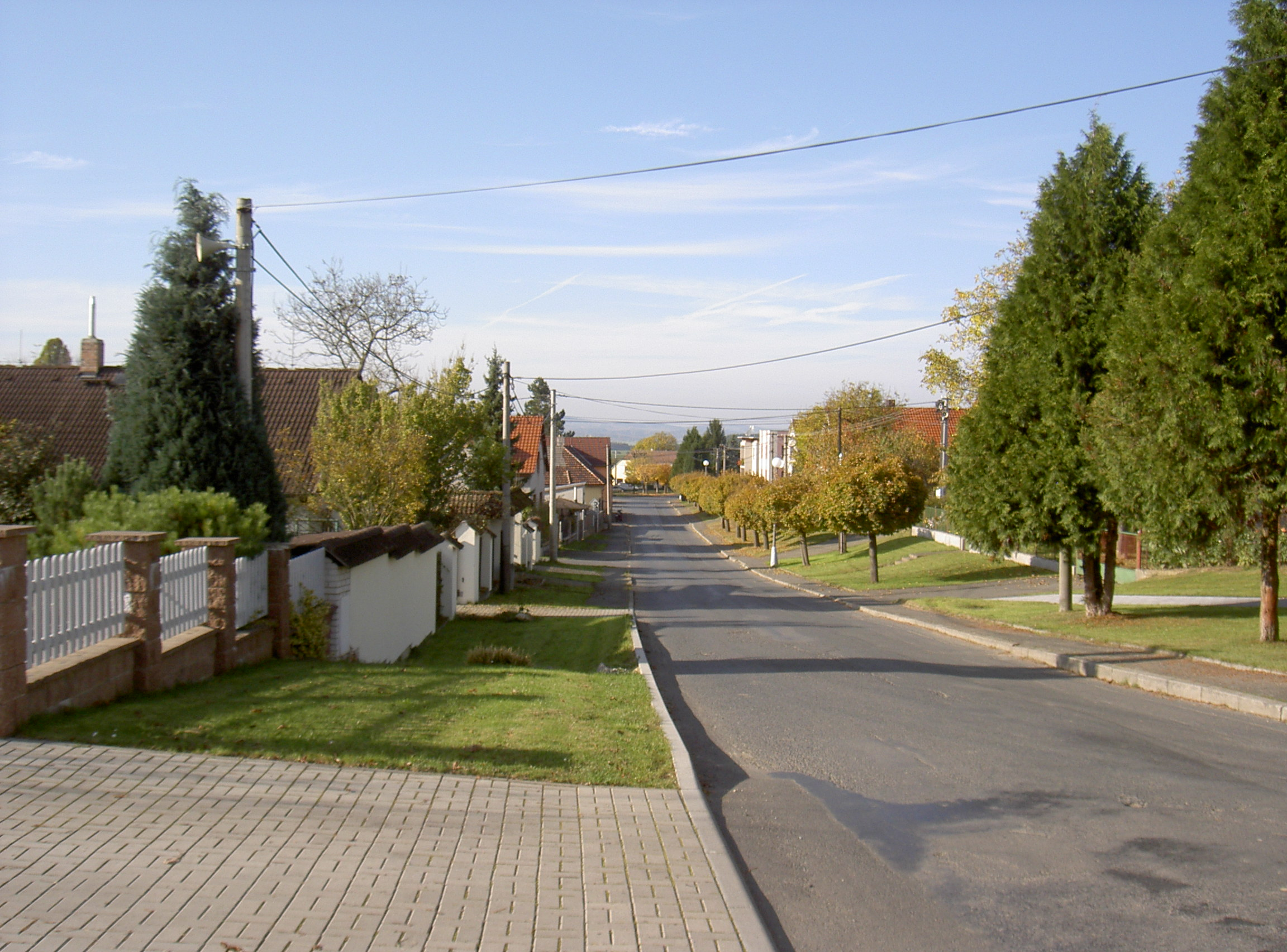
Luženičky

## Geographie
Luženičky befindet sich am Oberlauf des Baches Mračnický potok. Nordöstlich erheben sich der Háj (Waldowaer Hay, 499 m), der Na Mýti (531 m) und der U Kapličky (Kapellenberg) sowie im Südosten der Jalovčí (515 m).

## Geschichte
Die erste urkundliche Erwähnung des Dorfes erfolgte im Jahre 1543 in der Landtafel als Besitz der Stadt Domažlice. Wegen der Teilnahme der Stadt am Ständeaufstand gegen die Habsburger wurden ihre Güter 1547 von der Hofkammer konfisziert. Im Jahre 1549 kaufte die Stadt mehrere Dörfer, darunter auch Luženičky und Luženice zurück.
Nach der Aufhebung der Patrimonialherrschaft bildeten Malé Luženice/Klein Luschenz und Velké Luženice/Groß Luschenz ab 1850 die Gemeinde Luženice/Luschenz im Pilsner Kreis und Gerichtsbezirk Taus. Ab 1868 gehörte die Gemeinde zum Bezirk Taus. 1924
wurden die Namen der Ortsteile Velké Luženice in Luženice und Malé Luženice in Luženičky geändert. Im Jahre 1949 löste sich Luženičky von Luženice los und bildete eine eigene Gemeinde. Am 26. November 1971 erfolgte die Eingemeindung von Luženice.

## Gemeindegliederung
Die Gemeinde Luženičky besteht aus den Ortsteilen und Katastralbezirken Luženičky (Klein Luschenitz) und Luženice (Groß Luschenz).

## Sehenswürdigkeiten
- Kirche Verkündigung des Herrn in Luženice
- Kapelle in Luženičky, erbaut 1935
- Luženická lípa, die 18,5 m hohe Winterlinde mit einem Stammumfang von 3,36 m steht auf einer Anhöhe über Luženice. Seit 1980 ist sie als Baumdenkmal geschützt.